# Port d'Anibare
Le port d'Anibare est un port maritime situé dans la baie d'Anibare sur l'île de Nauru.

## Caractéristiques
Le port d'Anibare se situe dans le district du même nom, au milieu de la baie d'Anibare, non loin de l'hôtel Menen. Il est constitué d'un bassin protégé par deux brise-lames, d'une rampe de mise à l'eau, de points d'ancrages et d'un local utilisé par la Anibare Boat Harbour Community. Il est utilisé comme port de pêche mais aussi comme bassin de baignade par les Nauruans.

## Histoire
Depuis 1904, Nauru ne possédait qu'un port, celui d'Aiwo, ce qui rendait dépendant du temps l'approvisionnement par les cargos, le chargement sur les navires du phosphate et la pêche lorsque les vents d'ouest soufflaient. Afin de s'affranchir de cette contrainte, il fut décidé de construire un second port sur la baie d'Anibare. Cet emplacement choisi parmi sept sites fut retenu en fonction des zones de pêche, de l'érosion du littoral et de la morphologie côtière mais aussi parce qu'il se trouvait sur la côte Est ce qui laisse le choix du port aux pêcheurs lorsque les vents d'ouest ou d'est soufflent. Cet endroit était déjà utilisé par des pêcheurs durant la saison sèche de novembre à février lorsque les vents soufflent de l'ouest et où ils utilisaient un chenal de mise à l'eau creusé dans les années 1970.
À l'aide de fonds japonais s'élevant à dix millions de dollars australiens, le chenal préexistant est recreusé, élargi et protégé par deux brise-lames entre février et septembre 2000. L'État nauruan en est le propriétaire mais sa gestion est confiée à la Anibare Boat Harbour Community.

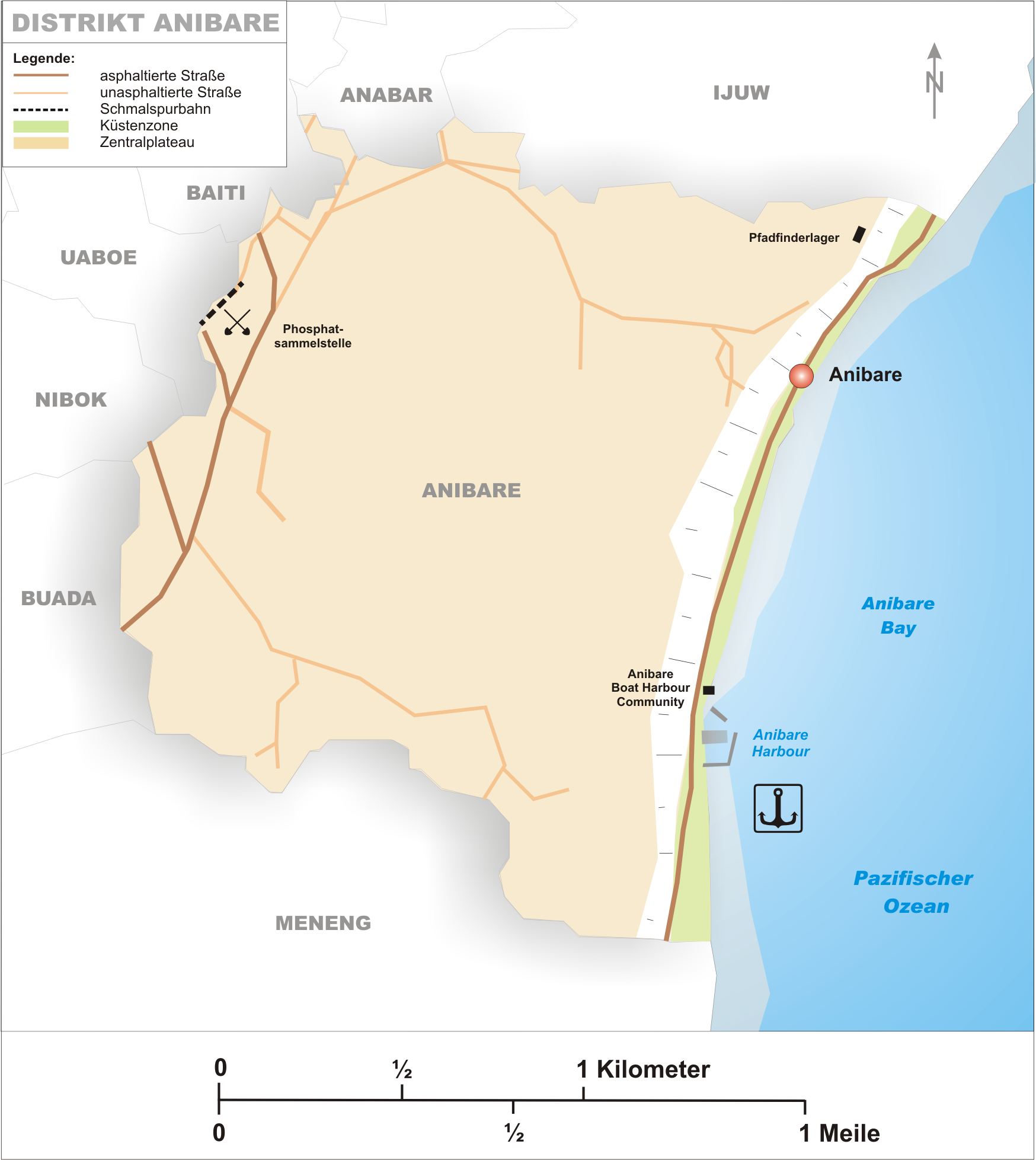
Carte du district d'Anibare avec le port d'Anibare au fond de la baie.